# Atentados de 11 de março de 2004 em Madrid
Os atentados de 11 de março de 2004, também conhecidos como 11-M, foram atentados terroristas coordenados, quase simultâneos, contra o sistema de trens suburbanos da Cercanías, em Madrid, Espanha, na manhã de 11 de março de 2004, três dias antes das eleições gerais espanholas. As explosões mataram 193 pessoas e feriram 2 050. A investigação oficial por parte do judiciário espanhol constatou que os ataques foram dirigidos por uma célula terrorista inspirada na al-Qaeda, apesar de nenhuma participação direta do grupo extremista ter sido estabelecida. Apesar de não terem tido nenhum papel no planejamento ou na execução dos ataques, os mineiros espanhóis que venderam os explosivos para os terroristas também foram presos.
A controvérsia sobre a autoria dos atentados por parte do governo surgiu depois que os dois principais partidos políticos da Espanha — Partido Socialista Operário Espanhol (PSOE) e o Partido Popular (PP) — acusaram-se mutuamente de ocultar ou distorcer evidências por razões eleitorais. Os atentados ocorreram três dias antes das eleições gerais em que o PP, liderado por José María Aznar, foi derrotado. Imediatamente após o atentado, os líderes do PP alegaram evidências indicando a organização separatista basca Euskadi Ta Askatasuna (ETA) como a culpada pelos atentados.
No entanto, mais tarde uma conexão com o fundamentalismo islâmico foi estabelecida. O governo do PP tinha colocado a Espanha na Guerra do Iraque, uma política extremamente impopular entre os espanhóis. Manifestações e protestos nacionais pediram ao governo para "dizer a verdade". A visão predominante entre os analistas políticos é que a administração Aznar perdeu as eleições gerais por tentar manipular a responsabilidade dos ataques terroristas, e não pelos atentados em si.
O governo de Aznar parece ter concluído que um ataque da ETA seria útil politicamente por indicar uma abordagem dura contra o terrorismo basco, ao passo que um ataque da Al Qaeda poderia prejudicar o governo ao destacar o seu papel no Iraque e a sua relação com os EUA.
Os atentados foram os piores ataques terroristas da história espanhola e da Europa. Foi o ataque que mais causou mortes no continente europeu desde o Atentado de Lockerbie, no Reino Unido, em 1988. Após 21 meses de investigação, o juiz Juan del Olmo processou o cidadão marroquino Jamal Zougam, entre vários outros, por sua participação na realização do ataque. A sentença de setembro de 2007 não estabeleceu qualquer mentor conhecido nem uma ligação direta com a al-Qaeda, mas especialistas têm repetidamente advertido que não há a categoria de "autor intelectual" no direito espanhol.

## Ataques
As explosões ocorreram entre as 7h39min e as 7h42min da manhã nas estações madrilenhas de Atocha (três bombas), El Pozo de Tío Raimundo (duas bombas), Santa Eugenia (uma bomba) e num comboio a caminho de Atocha (4 bombas). As forças de segurança encontraram mais três bombas, que segundo o ministro do Interior Ángel Acebes, estariam preparadas para explodir quando chegassem os primeiros socorros às vítimas.

### Autoria

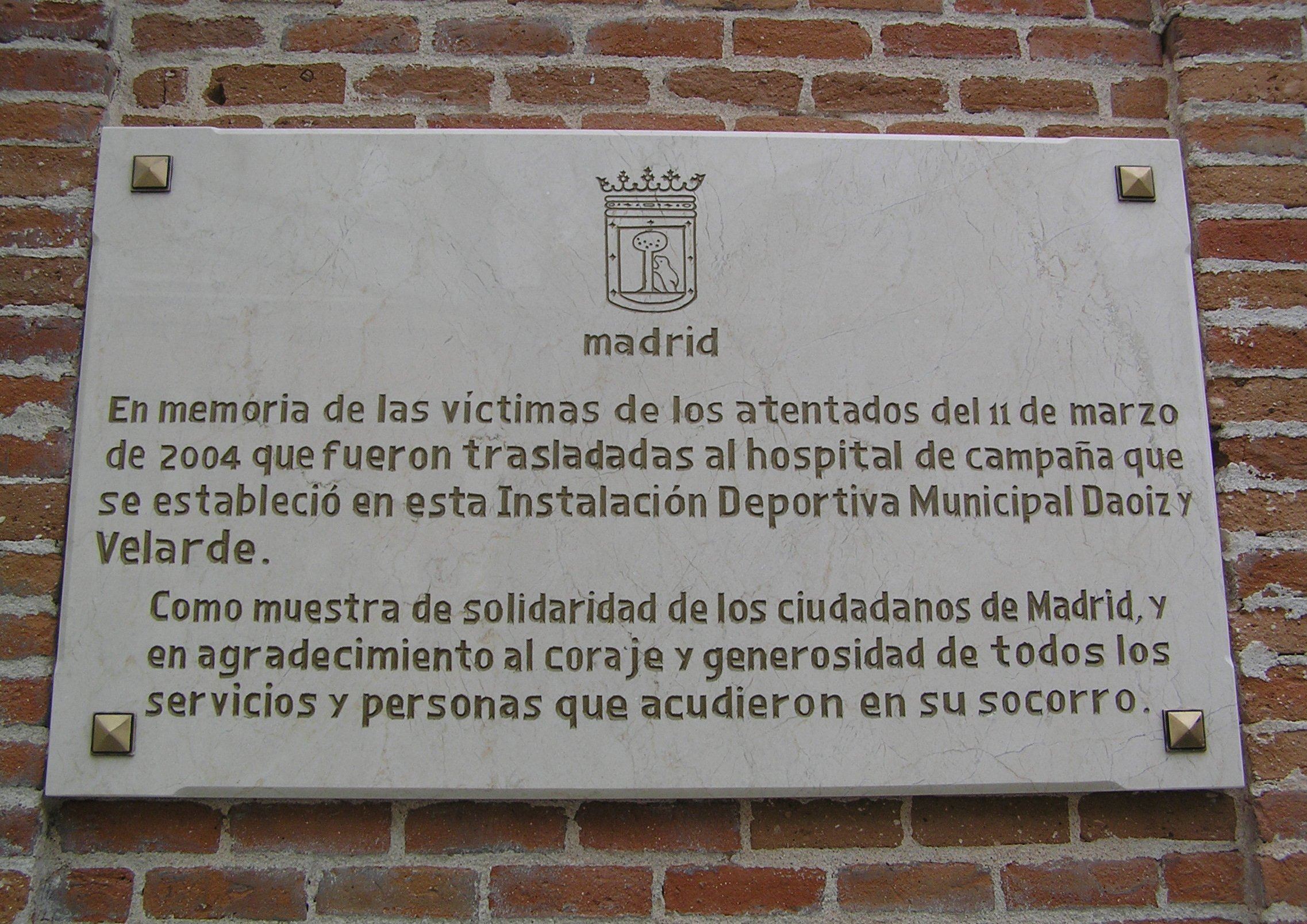
Placa em memória às vítimas do atentado

A dificuldade inicial de atribuir a autoria dos atentados provocou aceso debate em Espanha e teria ultimamente contribuído para a mudança de governo. De notar que houve eleições legislativas apenas três dias depois da tragédia.
O governo espanhol inicialmente atribuiu o atentado ao grupo terrorista ETA, argumentando que foi utilizado um explosivo normalmente usado pela ETA e a Guardia Civil já tinha evitado um atentado de grandes proporções em 29 de fevereiro, quando apreendeu 500 kg de explosivos e prendeu dois prováveis membros da ETA.
No entanto a esquerda abertzale, através de Arnaldo Otegi (dirigente do partido político Batasuna, ilegalizado por sua associação à ETA) recusou qualquer responsabilidade da ETA neste atentado e o condenou.
Num segundo momento, o governo espanhol admitiu como possível a hipótese de a Al Qaeda estar envolvida. Quatro provas apontaram neste sentido:
- um grupo próximo da Al Qaeda, as Brigadas de Abu Hafs Al Masri reivindicou o atentado em nome da Al Qaeda;[19]
- os atentados têm características em comum com outros atentados da Al Qaeda;
- na tarde do dia 11 de março foi encontrada, na região de Madrid, uma fita cassete com orações em árabe numa carrinha com detonadores;
- na noite de 11 de março foi divulgada a suspeita de que um bombista suicida seguia a bordo de um dos comboios;
- minutos antes das 19h00 de 12 de março, num telefonema feito para a redacção do diário GARA, a ETA negou a autoria dos atentados. A frase exacta (em tradução) foi: "A organização ETA não tem nenhuma responsabilidade sobre os atentados de ontem".

Em 14 de Março de 2004, Abu Dujana al-Afghani, alegado porta-voz da Al-Qaeda na Europa, reclamou a responsabilidade pelos ataques numa cassete de vídeo. Em agosto de 2007, a Al-Qaeda declarou-se orgulhosa dos atentados de Madrid.

## Reações

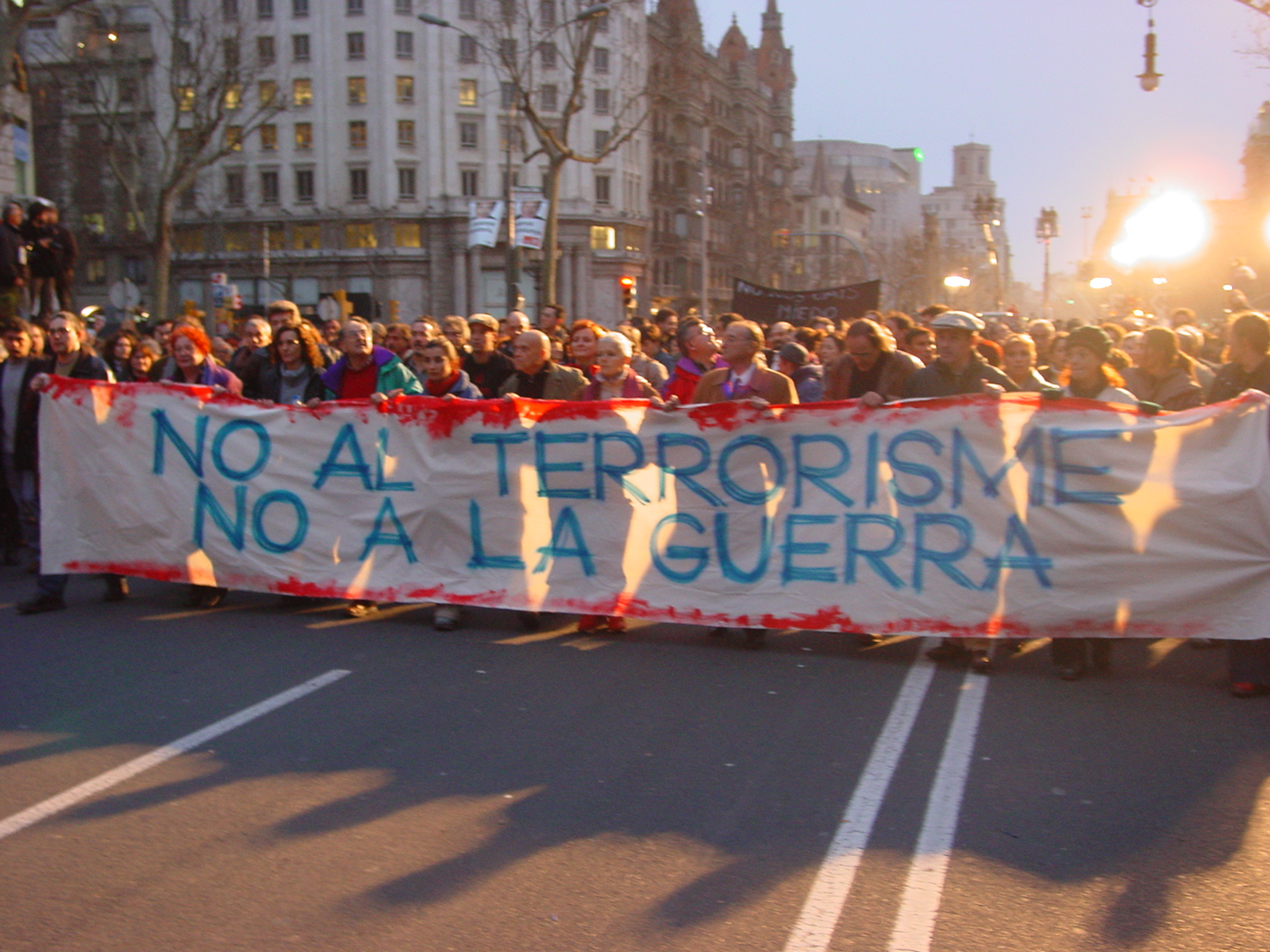
Manifestação contra o terrorismo em Barcelona no dia seguinte aos ataques

Em dezembro de 2004, José Luis Rodríguez Zapatero afirmou que o governo do PP apagou todos os arquivos de computador relacionados com os atentados de Madrid, deixando apenas os documentos impressos. Na França, o plano de emergência nacional foi elevado para o nível laranja. Na Itália, o governo declarou estado de alerta máximo.
Em 25 de março de 2005, a promotora Olga Sánchez afirmou que os bombardeios aconteceram 911 dias depois dos ataques de 11 de setembro, devido à "carga altamente simbólica e cabalística para grupos locais da al-Qaeda" em relação àquele dia. Como 2004 foi um ano bissexto, 912 dias tinham decorrido entre 11 de setembro de 2001 e 11 de março de 2004.
Em 4 de janeiro de 2007, o El País informou que argelino Daoud Ouhnane, que é considerado o mentor dos atentados de 11-M, tentou voltar para a Espanha para preparar novos ataques, embora isto não tenha sido confirmado.

### Monumentos

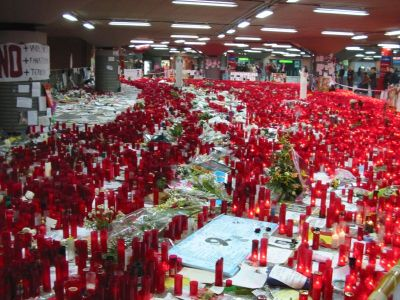
Memorial às vítimas na Estação de Atocha após o atentado

Em 11 de Março de 2007, foi inaugurado na Estação de Atocha um monumento às vítimas do 11 de março. A cerimónia de inauguração foi presidida pelo Rei Juan Carlos e pela Rainha Sofia.

### Julgamento e condenações

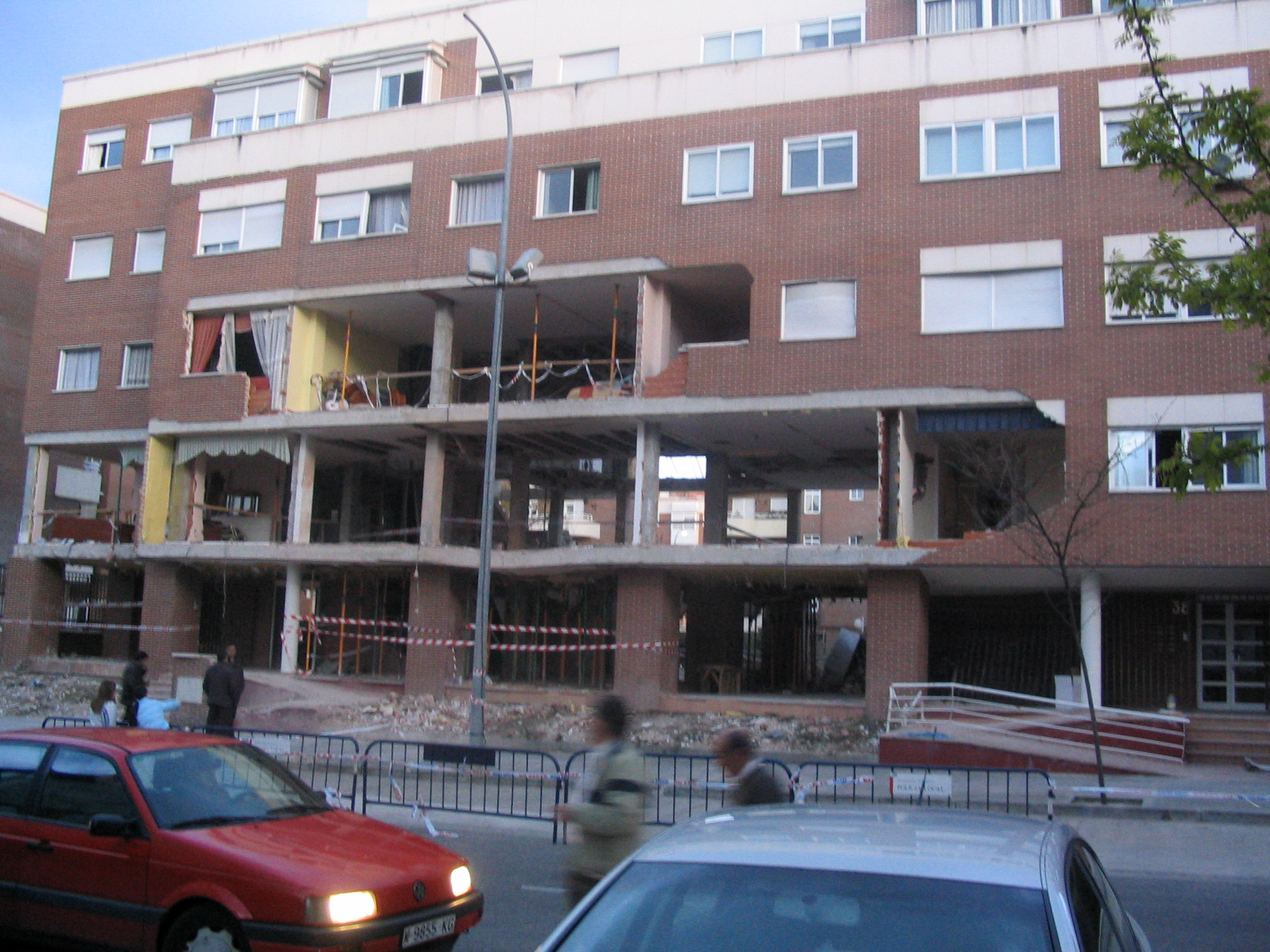
Casa destruída em Leganés, onde os quatro suspeitos cometeram suicídio

Em 11 de Abril de 2006, o juiz de instrução Juan del Olmo indiciou 29 pessoas, incluindo 15 marroquinos, nove espanhóis, dois sírios, um egípcio, um argelino e um libanês. O julgamento decorreu em Madrid entre 15 de fevereiro e 2 de julho, 2007. O tribunal ouviu 98 peritos e cerca de 650 testemunhas.
Outros nove suspeitos não aparecerão em tribunal: sete deles suicidaram-se com explosivos, segundo a versão oficial, quando foram cercados em 3 de abril de 2004 pela polícia em Leganés, nos subúrbios do sul de Madrid; o oitavo teria morrido no Iraque e o último ainda se encontrava em fuga.
O veredicto foi entregue em 31 de outubro de 2007. Três principais condenados (penas que variam de 34 715 a 42 924 anos de prisão, embora a pena máxima de prisão seja 40 anos em Espanha desde 1975): José Emilio Suárez Trashorras, Jamal Zougam e Othman El- Gnaoui. Dezoito foram condenados por cumplicidade a penas que variam de quinze a três anos de prisão: Hassan El Haski , Basel Ghalyoun, Fouad El Morabit,   Mouhannad Almallah Dabas, Saed El~- Harrak, Mohamed Bouharrat, Youssef Belhadj , Mohamed Larbi Ben Sellam, Rachid Aglif, Abdelmajid Bouchar, Hamid Ahmidan, Rafa Zouhier, Abdelilah El-Fadoual El Akil, Nasreddine Bousbaa, Mahmoud Slimane Aoun, Raúl González Peláez, Antonio Reis Palacio, e Sergio Sánchez.
Foram absolvidos Carmen Toro Castro, Antonio Toro Castro, Emilio Llano Álvarez, Mohamed Moussaten, Rabei Osman El Sayed Ahmed ("o egípcio"), Javier González Peña e Iván Granados Peña. Nenhuma ligação directa pôde ser estabelecida com uma organização terrorista internacional como a Al Qaeda ou a regional ETA.
Em 17 de março de 2008, Basel Ghalyoun, Mohamed Almallah Dabas, Abdelillah El-Fadual El-Akil e Raúl González Peña, que tinham sido condenados pela Audiência Nacional, foram libertados depois de uma decisão do Tribunal Superior. Esse tribunal também soltou o egípcio Rabei Osman al-Sayed.
Rabei Osman El Sayed Ahmed, dito "o egípcio" foi capturado na Síria em 2014.